# Katanna
Katanna (arab. ‏قطنّه‎) – palestyńska wioska położona w muhafazie Jerozolima, w Autonomii Palestyńskiej. Według danych szacunkowych Palestyńskiego Centralnego Biura Statystycznego w 2016 roku miejscowość liczyła 7550 mieszkańców